# Bernadette Szőcs
Bernadette Szőcs (ur. 5 marca 1995 roku w Târgu Mureș) – rumuńska tenisistka stołowa pochodzenia węgierskiego, uczestniczka igrzysk olimpijskich w 2016, 2020 oraz 2024. Większość osiągnięć zdobyła jako juniorka. Wielokrotna medalistka mistrzostw Europy.

## Igrzyska olimpijskie
Wzięła udział w turnieju drużynowym w tenisie stołowym podczas trwania igrzysk olimpijskich w 2016 roku. Znalazła się w drużynie wraz z innymi rumuńskimi tenisistkami: Danielą Dodean i Elizabetą Samarą. W 1/8 tego turnieju trafiły na reprezentantki Korei Południowej. Mecz z nimi przegrały 2-3 (3:0, 0:3, 3:1, 1:3, 3:2 w setach) i odpadły z dalszej rywalizacji.